# Маковський Леонід Петрович
Леонід Петрович Маковський  (15 серпня 1971) — український спортсмен (футбол, футзал), тренер. Як футболіст грав за команди ФК «Гарай» Жовква, ФК «Прикарпаття (футбольний клуб)», ФК «Тисмениця», «Поділля» Хмельницький. Як футзаліст — за МФК «ТВД» (Львів).
Головний тренер МФК ТВД (Львів).